# Liste der Nummer-eins-Hits in den Niederlanden (2000)
Dies ist eine Liste der Nummer-eins-Hits in den Niederlanden im Jahr 2000. Sie basiert auf den Nederlandse Top 40 von Radio 538 (Singles) bzw. den von der GfK ermittelten Dutch Album Top 100 dieses Jahres.
In diesem Jahr gab es 15 Nummer-eins-Singles und 15 Nummer-eins-Alben.

## Singles
| ← 1999 ← | Liste der Nummer-eins-Hits in den Niederlanden | Liste der Nummer-eins-Hits in den Niederlanden | Liste der Nummer-eins-Hits in den Niederlanden                                                                                    | 2001 →                    |
| \| Zeitraum \| Wo. ges. \| Interpret \| Titel Autor(en) \| Zusätzliche Informationen \| \| (Zeitraum, Wochen auf Platz eins, Interpret, Titel, Autor[en], zusätzliche Informationen) \| \| \| \| \| \| ----------------------------------------------------------------------------------------- \| -------- \| ------------------------------------- \| --------------------------------------------------------------------------------------------------------------------------------- \| ------------------------- \| \| 25. Dezember 1999 – 21. Januar 2000 4 Wochen \| 4 \| Marco Borsato \| Binnen John O. C. W. Ewbank \| – \| \| 22. Januar 2000 – 11. Februar 2000 3 Wochen \| 3 \| Scoop \| Drop It Daniël Franciscus Moerenhout, Jan Vervloet \| – \| \| 12. Februar 2000 – 24. März 2000 6 Wochen \| 6 \| Abel \| Onderweg Joris H. Rasenberg \| – \| \| 24. März 2000 – 28. April 2000 5 Wochen \| 5 \| Bomfunk MC’s \| Freestyler Jaakko Sakari Salovaara, Raymond Anthony Ebanks \| – \| \| 29. April 2000 – 12. Mai 2000 2 Wochen \| 2 \| Melanie C feat. Lisa „Left Eye“ Lopes \| Never Be the Same Again James Everette Lawrence, Melanie Jayne Chisholm, Lisa Nicole Lopes, Paul F. Cruz, Marshall Lorenzo Martin \| – \| \| 13. Mai 2000 – 26. Mai 2000 2 Wochen \| 2 \| Britney Spears \| Oops!… I Did It Again Martin Karl Sandberg, Rami Yacoub \| – \| \| 27. Mai 2000 – 9. Juni 2000 2 Wochen \| 2 \| Bon Jovi \| It’s My Life John Francis Bongiovi, Richard S. Sambora, Martin Karl Sandberg \| – \| \| 10. Juni 2000 – 7. Juli 2000 4 Wochen \| 4 \| Jop \| Jij bent de zon Bart Erna Paul van den Bossche \| – \| \| 8. Juli 2000 – 11. August 2000 5 Wochen (insgesamt 7) \| 7 \| Jody Bernal \| Que si, que no Ramon Ignacio Garriga Zimmermann, Francisco Jos Fernandez Madero, José Javier Puerta \| – \| \| 12. August 2000 – 1. September 2000 3 Wochen \| 3 \| Krezip \| I Would Stay Jaqueline Govaert \| – \| \| 2. September 2000 – 29. September 2000 4 Wochen \| 4 \| Melanie C \| I Turn to You Melanie Chisholm, Richard W. Nowels Jr., Billy Steinberg \| – \| \| 30. September 2000 – 6. Oktober 2000 1 Woche \| 1 \| Enrique Iglesias & Whitney Houston \| Could I Have This Kiss Forever Diane Eve Warren \| – \| \| 7. Oktober 2000 – 20. Oktober 2000 2 Wochen (insgesamt 7) \| 7 \| Jody Bernal \| Que si, que no Ramon Ignacio Garriga Zimmermann, Francisco Jos Fernandez Madero, José Javier Puerta \| – \| \| 21. Oktober 2000 – 3. November 2000 2 Wochen \| 2 \| U2 \| Beautiful Day Paul David Hewson, David Evans, Larry Mullen, Adam Clayton \| – \| \| 4. November 2000 – 15. Dezember 2000 6 Wochen \| 6 \| Twarres \| Wêr bisto Mirjam Timmer \| – \| \| 16. Dezember 2000 – 19. Januar 2001 5 Wochen \| 5 \| LeAnn Rimes \| Can’t Fight the Moonlight Diane Eve Warren \| – \| |                                                |                                                | |                           |
| ← 1999 |                                                |                                                | | → 2001 →                  |
| Zeitraum | Wo. ges.                                       | Interpret                                      | Titel Autor(en) | Zusätzliche Informationen |
| (Zeitraum, Wochen auf Platz eins, Interpret, Titel, Autor[en], zusätzliche Informationen) |                                                |                                                | |                           |
| 25. Dezember 1999 – 21. Januar 2000 4 Wochen | 4                                              | Marco Borsato                                  | Binnen John O. C. W. Ewbank | –                         |
| 22. Januar 2000 – 11. Februar 2000 3 Wochen | 3                                              | Scoop                                          | Drop It Daniël Franciscus Moerenhout, Jan Vervloet                                                                                | –                         |
| 12. Februar 2000 – 24. März 2000 6 Wochen | 6                                              | Abel                                           | Onderweg Joris H. Rasenberg | –                         |
| 24. März 2000 – 28. April 2000 5 Wochen | 5                                              | Bomfunk MC’s                                   | Freestyler Jaakko Sakari Salovaara, Raymond Anthony Ebanks                                                                        | –                         |
| 29. April 2000 – 12. Mai 2000 2 Wochen | 2                                              | Melanie C feat. Lisa „Left Eye“ Lopes          | Never Be the Same Again James Everette Lawrence, Melanie Jayne Chisholm, Lisa Nicole Lopes, Paul F. Cruz, Marshall Lorenzo Martin | –                         |
| 13. Mai 2000 – 26. Mai 2000 2 Wochen | 2                                              | Britney Spears                                 | Oops!… I Did It Again Martin Karl Sandberg, Rami Yacoub                                                                           | –                         |
| 27. Mai 2000 – 9. Juni 2000 2 Wochen | 2                                              | Bon Jovi                                       | It’s My Life John Francis Bongiovi, Richard S. Sambora, Martin Karl Sandberg                                                      | –                         |
| 10. Juni 2000 – 7. Juli 2000 4 Wochen | 4                                              | Jop                                            | Jij bent de zon Bart Erna Paul van den Bossche                                                                                    | –                         |
| 8. Juli 2000 – 11. August 2000 5 Wochen (insgesamt 7) | 7                                              | Jody Bernal                                    | Que si, que no Ramon Ignacio Garriga Zimmermann, Francisco Jos Fernandez Madero, José Javier Puerta                               | –                         |
| 12. August 2000 – 1. September 2000 3 Wochen | 3                                              | Krezip                                         | I Would Stay Jaqueline Govaert | –                         |
| 2. September 2000 – 29. September 2000 4 Wochen | 4                                              | Melanie C                                      | I Turn to You Melanie Chisholm, Richard W. Nowels Jr., Billy Steinberg                                                            | –                         |
| 30. September 2000 – 6. Oktober 2000 1 Woche | 1                                              | Enrique Iglesias & Whitney Houston             | Could I Have This Kiss Forever Diane Eve Warren                                                                                   | –                         |
| 7. Oktober 2000 – 20. Oktober 2000 2 Wochen (insgesamt 7) | 7                                              | Jody Bernal                                    | Que si, que no Ramon Ignacio Garriga Zimmermann, Francisco Jos Fernandez Madero, José Javier Puerta                               | –                         |
| 21. Oktober 2000 – 3. November 2000 2 Wochen | 2                                              | U2                                             | Beautiful Day Paul David Hewson, David Evans, Larry Mullen, Adam Clayton                                                          | –                         |
| 4. November 2000 – 15. Dezember 2000 6 Wochen | 6                                              | Twarres                                        | Wêr bisto Mirjam Timmer | –                         |
| 16. Dezember 2000 – 19. Januar 2001 5 Wochen | 5                                              | LeAnn Rimes                                    | Can’t Fight the Moonlight Diane Eve Warren                                                                                        | –                         |

## Alben
| ← 1999 ← | Liste der Nummer-eins-Hits in den Niederlanden | Liste der Nummer-eins-Hits in den Niederlanden | Liste der Nummer-eins-Hits in den Niederlanden    | 2001 →                    |
| \| Zeitraum \| Wo. ges. \| Interpret \| Titel \| Zusätzliche Informationen \| \| (Zeitraum, Wochen auf Platz eins, Interpret, Titel, zusätzliche Informationen) \| \| \| \| \| \| ------------------------------------------------------------------------------ \| -------- \| ----------------- \| ------------------------------------------------- \| ------------------------- \| \| 25. Dezember 1999 – 7. Januar 2000 2 Wochen \| 2 \| Andrea Bocelli \| Sacred Arias \| – \| \| 8. Januar 2000 – 14. Januar 2000 1 Woche (insgesamt 2) \| 2 \| Céline Dion \| All the Way... A Decade of Song \| – \| \| 15. Januar 2000 – 10. März 2000 8 Wochen \| 8 \| Marco Borsato \| Luid en duidelijk \| – \| \| 11. März 2000 – 21. April 2000 6 Wochen \| 6 \| Santana \| Supernatural \| – \| \| 22. April 2000 – 26. Mai 2000 5 Wochen \| 5 \| Doe Maar \| Klaar \| – \| \| 27. Mai 2000 – 9. Juni 2000 2 Wochen \| 2 \| Britney Spears \| Oops!… I Did It Again \| – \| \| 10. Juni 2000 – 30. Juni 2000 3 Wochen \| 3 \| Bon Jovi \| Crush \| – \| \| 1. Juli 2000 – 8. September 2000 10 Wochen \| 10 \| Krezip \| Nothing Less \| – \| \| 9. September 2000 – 22. September 2000 2 Wochen \| 2 \| Craig David \| Born to Do It \| – \| \| 23. September 2000 – 13. Oktober 2000 3 Wochen \| 3 \| Madonna \| Music \| – \| \| 14. Oktober 2000 – 27. Oktober 2000 2 Wochen \| 2 \| Bløf \| Watermakers \| – \| \| 28. Oktober 2000 – 3. November 2000 1 Woche \| 1 \| Limp Bizkit \| Chocolate Starfish and the Hot Dog Flavored Water \| – \| \| 4. November 2000 – 8. Dezember 2000 5 Wochen (insgesamt 6) \| 6 \| U2 \| All That You Can’t Leave Behind \| – \| \| 9. Dezember 2000 – 15. Dezember 2000 1 Woche \| 1 \| The Beatles \| 1 \| – \| \| 16. Dezember 2000 – 16. März 2001 13 Wochen \| 13 \| Alessandro Safina \| Insieme a te \| – \| |                                                |                                                |                                                   |                           |
| ← 1999 |                                                |                                                |                                                   | → 2001 →                  |
| Zeitraum | Wo. ges.                                       | Interpret                                      | Titel                                             | Zusätzliche Informationen |
| (Zeitraum, Wochen auf Platz eins, Interpret, Titel, zusätzliche Informationen) |                                                |                                                |                                                   |                           |
| 25. Dezember 1999 – 7. Januar 2000 2 Wochen | 2                                              | Andrea Bocelli                                 | Sacred Arias                                      | –                         |
| 8. Januar 2000 – 14. Januar 2000 1 Woche (insgesamt 2) | 2                                              | Céline Dion                                    | All the Way... A Decade of Song                   | –                         |
| 15. Januar 2000 – 10. März 2000 8 Wochen | 8                                              | Marco Borsato                                  | Luid en duidelijk                                 | –                         |
| 11. März 2000 – 21. April 2000 6 Wochen | 6                                              | Santana                                        | Supernatural                                      | –                         |
| 22. April 2000 – 26. Mai 2000 5 Wochen | 5                                              | Doe Maar                                       | Klaar                                             | –                         |
| 27. Mai 2000 – 9. Juni 2000 2 Wochen | 2                                              | Britney Spears                                 | Oops!… I Did It Again                             | –                         |
| 10. Juni 2000 – 30. Juni 2000 3 Wochen | 3                                              | Bon Jovi                                       | Crush                                             | –                         |
| 1. Juli 2000 – 8. September 2000 10 Wochen | 10                                             | Krezip                                         | Nothing Less                                      | –                         |
| 9. September 2000 – 22. September 2000 2 Wochen | 2                                              | Craig David                                    | Born to Do It                                     | –                         |
| 23. September 2000 – 13. Oktober 2000 3 Wochen | 3                                              | Madonna                                        | Music                                             | –                         |
| 14. Oktober 2000 – 27. Oktober 2000 2 Wochen | 2                                              | Bløf                                           | Watermakers                                       | –                         |
| 28. Oktober 2000 – 3. November 2000 1 Woche | 1                                              | Limp Bizkit                                    | Chocolate Starfish and the Hot Dog Flavored Water | –                         |
| 4. November 2000 – 8. Dezember 2000 5 Wochen (insgesamt 6) | 6                                              | U2                                             | All That You Can’t Leave Behind                   | –                         |
| 9. Dezember 2000 – 15. Dezember 2000 1 Woche | 1                                              | The Beatles                                    | 1                                                 | –                         |
| 16. Dezember 2000 – 16. März 2001 13 Wochen | 13                                             | Alessandro Safina                              | Insieme a te                                      | –                         |

## Jahreshitparaden
| ← 1999 ← | Liste der Nummer-eins-Hits in den Niederlanden | Liste der Nummer-eins-Hits in den Niederlanden | Liste der Nummer-eins-Hits in den Niederlanden | 2001 →   |
| \| Singles \| Position# \| Alben \| \| ---------------------------------------------------------------------------------------------------------------------------------- \| --------- \| ------------------------------------- \| \| Que si, que no Jody Bernal Ramon Ignacio Garriga Zimmermann, Francisco Jos Fernandez Madero, José Javier Puerta \| 1 \| Luid en duidelijk Marco Borsato \| \| I’m Outta Love Anastacia Anastacia L. Newkirk, Samuel J. Watters, Louis John Biancaniello \| 2 \| Nothing Less Krezip \| \| I Would Stay Krezip Jaqueline Govaert \| 3 \| All That You Can’t Leave Behind U2 \| \| Onderweg Abel Joris H. Rasenberg \| 4 \| Supernatural Santana \| \| Freestyler Bomfunk MC’s Jaakko Sakari Salovaara, Raymond Anthony Ebanks \| 5 \| The Marshall Mathers LP Eminem \| \| Shackles (Praise You) Mary Mary Musik: Warryn S. Campbell II; Text: Erica Monique Atkins, Trecina Evette Atkins \| 6 \| Californication Red Hot Chili Peppers \| \| It Feels so Good Sonique Linus Christopher Burdick, Sonia Marina Clarke, Simon John Belofsky, Graeme Louis Michael Pleeth \| 7 \| Unplugged The Corrs \| \| You Sang to Me Marc Anthony Mark Cory Rooney, Mark Anthony Muñiz \| 8 \| The Distance to Here Live \| \| Nothing Else Matters Metallica with Michael Kamen conducting the San Francisco Symphony Orchestra James Alan Hetfield, Lars Ulrich \| 9 \| Urban Solitude Anouk \| \| Walk on Water Milk Inc. Reginald Paul Stefan Penxten, Filip Lieven Karel Vandueren \| 10 \| Sailing to Philadelphia Mark Knopfler \| |                                                |                                                |                                                |          |
| ← 1999 |                                                |                                                |                                                | → 2001 → |
| Singles | Position#                                      | Alben                                          |                                                |          |
| Que si, que no Jody Bernal Ramon Ignacio Garriga Zimmermann, Francisco Jos Fernandez Madero, José Javier Puerta | 1                                              | Luid en duidelijk Marco Borsato                |                                                |          |
| I’m Outta Love Anastacia Anastacia L. Newkirk, Samuel J. Watters, Louis John Biancaniello | 2                                              | Nothing Less Krezip                            |                                                |          |
| I Would Stay Krezip Jaqueline Govaert | 3                                              | All That You Can’t Leave Behind U2             |                                                |          |
| Onderweg Abel Joris H. Rasenberg | 4                                              | Supernatural Santana                           |                                                |          |
| Freestyler Bomfunk MC’s Jaakko Sakari Salovaara, Raymond Anthony Ebanks | 5                                              | The Marshall Mathers LP Eminem                 |                                                |          |
| Shackles (Praise You) Mary Mary Musik: Warryn S. Campbell II; Text: Erica Monique Atkins, Trecina Evette Atkins | 6                                              | Californication Red Hot Chili Peppers          |                                                |          |
| It Feels so Good Sonique Linus Christopher Burdick, Sonia Marina Clarke, Simon John Belofsky, Graeme Louis Michael Pleeth | 7                                              | Unplugged The Corrs                            |                                                |          |
| You Sang to Me Marc Anthony Mark Cory Rooney, Mark Anthony Muñiz | 8                                              | The Distance to Here Live                      |                                                |          |
| Nothing Else Matters Metallica with Michael Kamen conducting the San Francisco Symphony Orchestra James Alan Hetfield, Lars Ulrich | 9                                              | Urban Solitude Anouk                           |                                                |          |
| Walk on Water Milk Inc. Reginald Paul Stefan Penxten, Filip Lieven Karel Vandueren | 10                                             | Sailing to Philadelphia Mark Knopfler          |                                                |          |